# Affonso Romano de Sant'Anna
Affonso Romano de Sant'Anna, né le 27 mars 1937 à Belo Horizonte (Minas Gerais) et mort le 4 mars 2025 à Rio de Janeiro (État de Rio de Janeiro), est un écrivain et poète brésilien.

## Biographie
Dans les années 1950 et 1960, Affonso Romano de Sant'Anna participe à des mouvements poétiques d'avant-garde. En 1961, il est diplômé en langues romanes, à la faculté de Philosophie, Sciences et Lettres de l'UMG, actuellement Faculté des Lettres de l'université fédérale du Minas Gerais.
En 1965, il a enseigné en Californie (université de Californie à Los Angeles - UCLA), et en 1968, il a participé à l'Iowa Writers' Workshop de l'université de l'Iowa, qui a réuni 40 écrivains du monde entier.
En 1969, il a obtenu son doctorat de l'Université fédérale du Minas Gerais et, un an plus tard, a commencé un cours de troisième cycle en littérature brésilienne à l’université pontificale catholique de Rio de Janeiro (PUC-Rio). Il a été directeur du département des lettres et des arts de la PUC-Rio, de 1973 à 1976, puis a dirigé « Expoesia », une série de rencontres littéraires nationales.
Il a été chroniqueur à Jornal do Brasil (1984-1988) et au journal O Globo jusqu'en 2005. Il écrit pour les journaux Estado de Minas et Correio Brasiliense. Il est marié à l'écrivaine Marina Colasanti.

## Publications
En 1962, Affonso Romano de Sant'Anna publie The Unemployment of Poetry (essai); en 1965 il donne des cours de littérature brésilienne à l'Université de Californie à Los Angeles et publie son premier livre de poésie, Canto e Palavra ; en 1971 il épouse Marina Colasanti, écrivain et journaliste brésilienne ;
En 1972, paraît la première édition de Drummond , « Gauche » dans le temps, une thèse de doctorat débutée en 1965. Plus tard, paraîtront trois autres éditions.
En 1972, il publie l'Analyse structurelle des romans brésiliens ; en 1975, Poésie sur la poésie ; en 1976, il enseigne la littérature brésilienne à l'université du Texas (États-Unis) ; en 1978, il publie Le grand discours des Indiens Guarani ; en 1980, What Country is This? ;
En 1984, il reprend la colonne précédemment signée par Carlos Drummond de Andrade dans Jornal do Brasil.
En 1984, il publie O Canibalismo Amoroso, qui lui rapporte le prix Pen-Club.
En 1984, il publie Politics and Passion ; en 1985, Como se Faz Literatura ; en 1986, paraît son premier livre de chroniques, A Mulher Madura ; en 1987, il publie en partenariat avec Marina Colassanti O Imaginário a Dois ; en 1988,paraît la collection O Homem que Knou Amor ; en 1991, en partenariat avec Marina Colassanti : Août 1991: Nous étions à Moscou ; en 1993, The Left Side of My Chest ; en 1994, Nous avons bien fait dans Resistir ; en 1994, Mistérios Gozosos ; en 2003, Deconstruct Duchamp: Art at the Time of Review ; en 2011, Sísifo descend la montagne.

## Prix
- Prix Pen-Club
- Prix de l'Union des écrivains brésiliens
- Prix de l'État de Guanabara
- Prix Mário de Andrade de l'Institut national du livre
- Prix du gouvernement du district fédéral